# Rainbow Loom

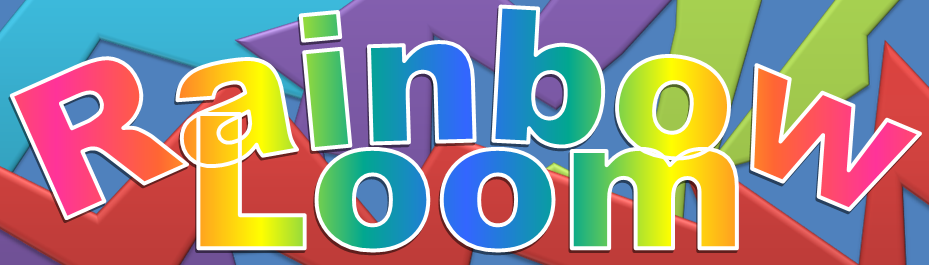
Rainbow Loom logo

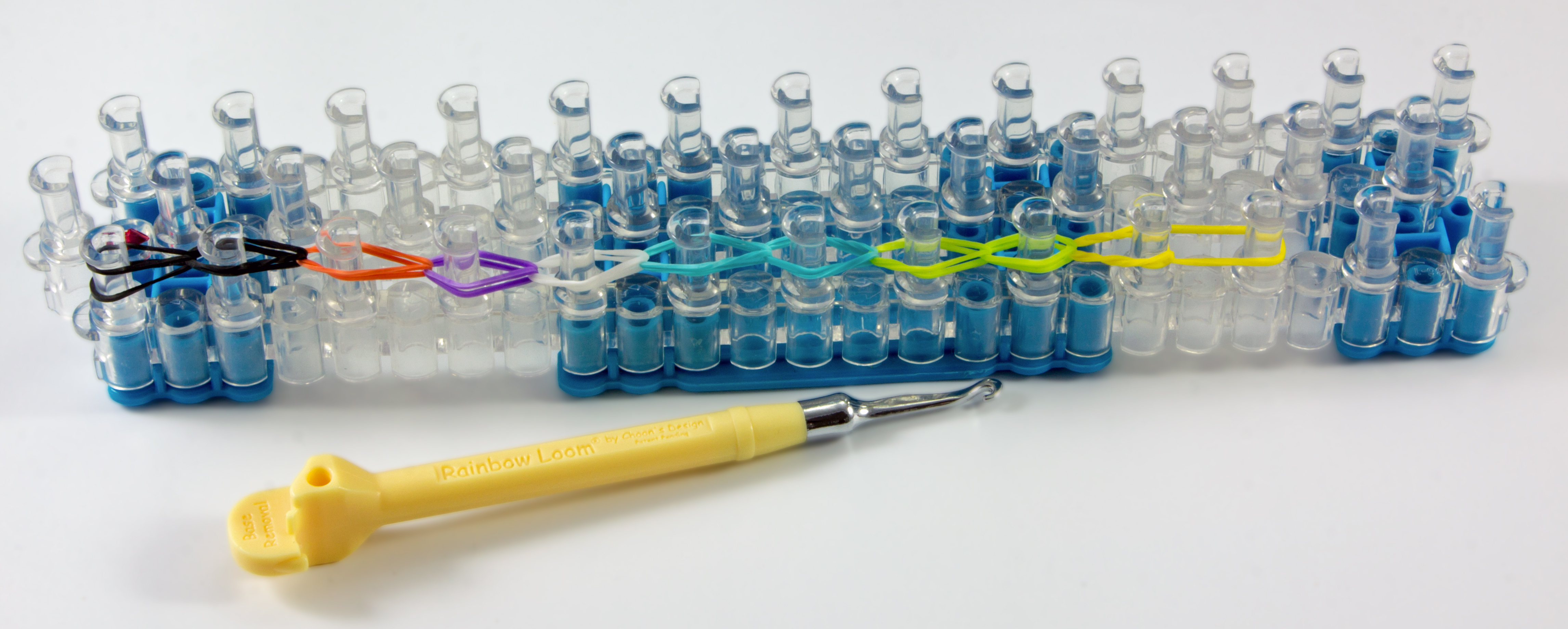
Rainbow Loom mit „Rainbow Loom Hook“

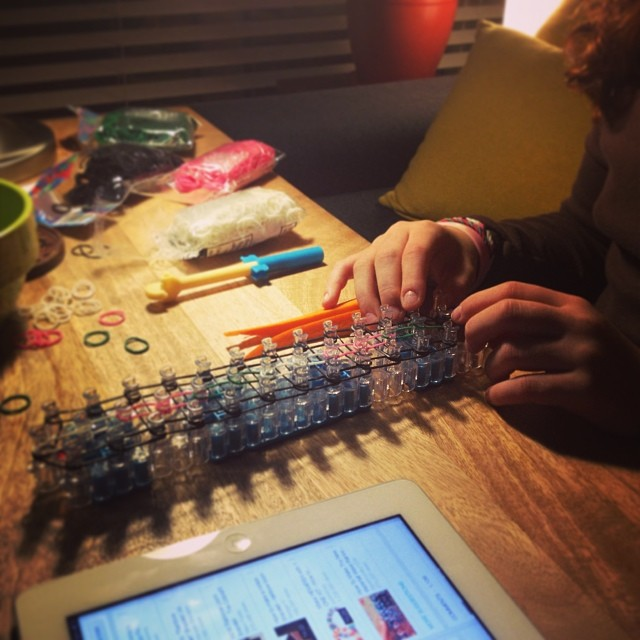
Benutzung des Rainbow Looms

Rainbow Loom ist ein kleiner Webstuhl aus Kunststoff, mit dem bunte Gummibänder zu Armbändern und Anhängern verbunden werden. Er wurde im Jahr 2011 von Cheong Choon Ng in Novi (Michigan) entwickelt. Bis September 2014 wurden nach Herstellerangaben drei Millionen Sets der Rainbow Looms verkauft. Die Hersteller der Konkurrenzprodukte FunLoom und Cra-Z-Loom wurden von Ng wegen Patentrechtsverletzungen verklagt. Die Armbänder werden auch Loop (Schleife) genannt.

## Beschreibung
Der Rainbow Loom ist eine 51 mal 200 mm große Stecktafel aus Kunststoff. Sie besteht aus drei Reihen versetzt angebrachter (es gibt sie aber auch nicht versetzt), pilzförmiger Stifte, über die kleine bunte Gummibänder gespannt und mit Hilfe einer Art Häkelnadel miteinander verbunden werden. Die dabei entstehenden Verkettungen entsprechen Modellen, wie sie der Mathematiker Hermann Brunn beschrieben hat. Sie können auf dem Webstuhl zu Anhängern, Armbändern und anderen Gegenständen kombiniert werden. Die Stifte sind an einer Seite eingekerbt, so dass man mit dem häkelnadelartigen Rainbow Loom Hook unter die gespannten Bänder greifen und einzelne herausnehmen kann.
Die im Handel erhältlichen Sets beinhalten das Steckbrett (auch Loomboard genannt), den Rainbow Loom Hook, Kunststoffclips und 600 kleine Gummibänder verschiedener Farbe. Allerdings benötigt man nicht unbedingt für jede Figur das Rainbow Loom, manchmal kann man sie auch mit Hilfe der eigenen Finger ausführen.

## Geschichte

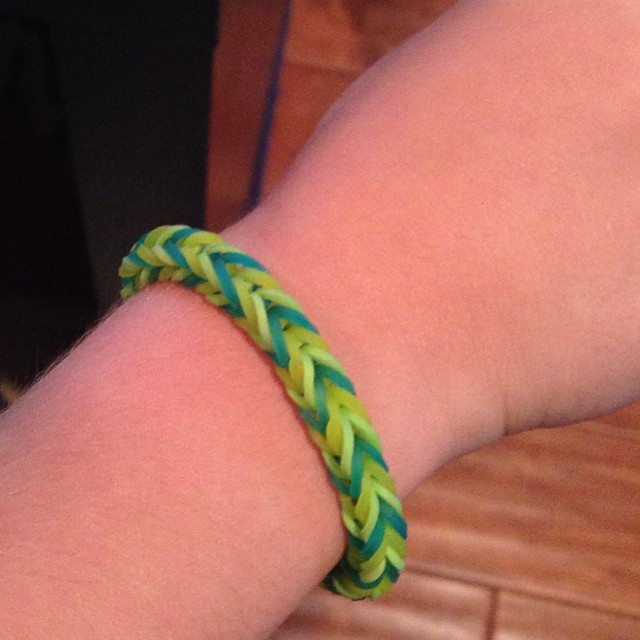
Ein Armband mit Fischgrät-Muster aus Loom-Bändern

Der Entwickler Cheong Choon Ng ist ein chinesischstämmiger Einwanderer aus Malaysia, der im Jahr 1991 in die Vereinigten Staaten an die Wichita State University kam, wo er einen Abschluss in Maschinenbau erwarb. Im Jahr 2010 arbeitete er als Crashtest-Ingenieur für die Nissan Motor Company. Er beobachtete seine Töchter, wie sie aus Gummibändern Schmuckgegenstände herstellten. Dabei kam ihm die Idee, dazu einen Spielzeugwebstuhl zu bauen. Sein Prototyp, von ihm Twistz Bandz genannt, bestand aus einer Holzplatte, Reißzwecken und hakenförmigen Zahnarztsonden. Von seiner Familie zur Vermarktung der Idee ermutigt, investierte er 10.000 $ und beauftragte eine chinesische Firma mit der Herstellung von Einzelteilen, die er im Juni 2011 zu Hause gemeinsam mit seiner Frau zusammensetzte. Er benannte das ursprünglich als Twist Band bezeichnete Produkt um, nachdem er ein elastisches Haarband gleichen Namens auf dem Markt entdeckt hatte. Sein Bruder und seine Nichte schlugen den Namen Rainbow Loom vor.
Bemühungen, den Webstuhl online und im Spielwarenhandel zu vertreiben, schlugen zunächst fehl – offenbar verstanden die Kunden nicht, wie das Produkt funktionierte. Ng setzte eine Website auf und stellte Lehrvideos her, in denen seine Töchter und seine Nichte die Anwendung demonstrierten.
Im Sommer 2012 kam es zu ersten Bestellungen aus dem Handel, hier aus der US-Kette Learning Express Toys, die sich auf Bastelartikel spezialisiert hatte. Im Juni 2013 startete die Ladenkette für Kunsthandwerkbedarf Michaels einen Testverkauf in 32 Standorten; im August des gleichen Jahres vertrieb sie das Produkt in allen 1.100 US-Standorten. Im August 2013 war Rainbow Loom bei 600 Einzelhändlern zu einem Preis zwischen 15 und 17 US-Dollar erhältlich.
Die Sets werden in der Volksrepublik China produziert. Ng nutzt ein Lagerhaus in der Nähe seines Wohnortes, von wo er den Handel beaufsichtigt.
Im Jahr 2013 kooperierte Ng mit The Beadery und Toner Plastics, um den Wonder Loom zu produzieren, eine neu gestaltete Version des Rainbow Loom, der in den USA hergestellt wurde. Verkauft wurde der Wonder Loom über Wal-Mart. Im April 2014 gab Ng eine kleinere Version des Rainbow Loom für unterwegs heraus, den Monster Tail. Seit dem Jahr 2014 ist der Rainbow Loom auch in Deutschland erhältlich und hat eine erhebliche Verbreitung auf Schulhöfen und in Kinderzimmern gefunden.

## Rezeption

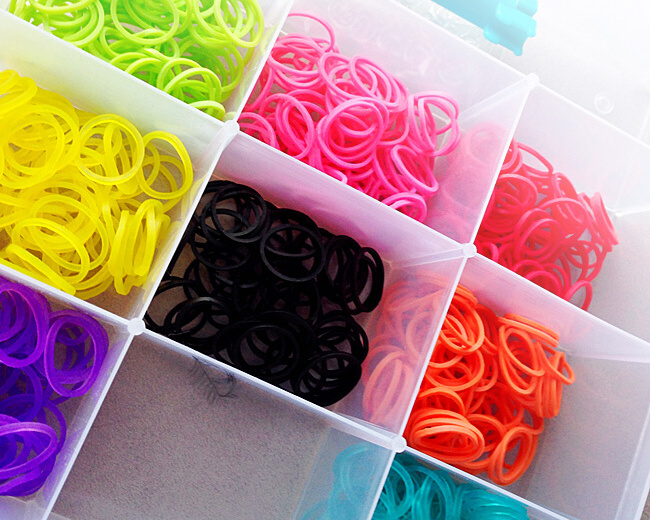
Bunte Gummibänder zur Verwendung auf dem Rainbow Loom

Ausgerichtet auf Kinder im Alter zwischen acht und vierzehn Jahren, erlangte Rainbow Loom etwa ab dem Jahr 2013 größere Popularität während der „Summer Camps“ und „Summer Clubs“ in den USA. Kinder fertigen und tauschen den damit hergestellten Schmuck, insbesondere Armbänder, ähnlich wie Freundschaftsarmbänder. Zudem haben tausende Kinder eigene Anleitungsvideos ins Internet gestellt. Im Oktober 2013 zeigte Rainbow Looms eigener YouTube-Kanal 66 Anleitungsvideos, die fast vier Millionen Mal angeschaut wurden. Eines der erfolgreichsten Rainbow Loom-Videos aus dem August 2013 wurde bis September 2014 fast 27 Millionen Mal abgerufen.
Bis September 2013 hatte Rainbow Loom nach Angaben des Herstellers über 1,2 Millionen Sets des Spielzeugs verkauft, ein Jahr später waren es schon 3 Millionen.
Einige Schulen in den USA verboten Rainbow Loom mit der Begründung, die Schüler würden im Unterricht abgelenkt, in den Pausen entstünden Konflikte.
Zahlreiche prominente Personen wurde mit Rainbow Loom-Armbändern gesehen, darunter Kate Middleton, Victoria von Schweden, Emma Watson, Felipe VI., Julia Roberts, Miley Cyrus, David Beckham und Papst Franziskus.

## Warnungen
In der Presse kursierten Berichte über einen Jungen, dessen Sehfähigkeit auf einem Auge zerstört wurde, nachdem ihn ein Loom-Gummi dort getroffen habe. Ein anderes Kind habe sich die Gummis über Nacht um die Finger gewickelt, die daraufhin beinahe abgestorben wären. Generell sind die Gummis nicht recycelbar und könnten daher die Umwelt belasten. Ein weiterer Kritikpunkt ist die Möglichkeit, dass Kleinkinder die Gummis oder die Armbänder verschlucken und daran ersticken könnten. Insbesondere Nachahmerprodukten wird nachgesagt, die Gummis könnten Giftstoffe enthalten.
Die Stiftung Warentest hat im Oktober 2014 exemplarisch eine Reihe von Produkten verschiedener Hersteller auf gesundheitsgefährdende Phthalate und polycyclische aromatische Kohlenwasserstoffe, kurz PAK, untersucht und in den Stichproben keine der problematischen Stoffe gefunden.

## Prozesse
Choon Ng meldete erstmalig beim United States Patent and Trademark Office im Jahre 2010 ein Patent für Rainbow Loom an. Er erhielt am 16. Juli 2013 die US-Patent-Nummer 8,485,565 für „Brunnian link making device and kit“ sowie etliche weitere Patente verschiedener Länder. Im August 2013 verklagte er das Unternehmen Zenacon LLC als Hersteller des FunLoom, die LaRose Industries LLC als Hersteller des Cra-Z-Loom sowie die Handelskette Toys “R” Us als Vertriebspartner von Cra-Z-Loom. Diese Mitbewerber kopierten nach Ngs Auffassung Teile des Designs der Rainbow Loom-Produkte.

## Galerie

Mit Rainbow Loom hergestellte Gegenstände
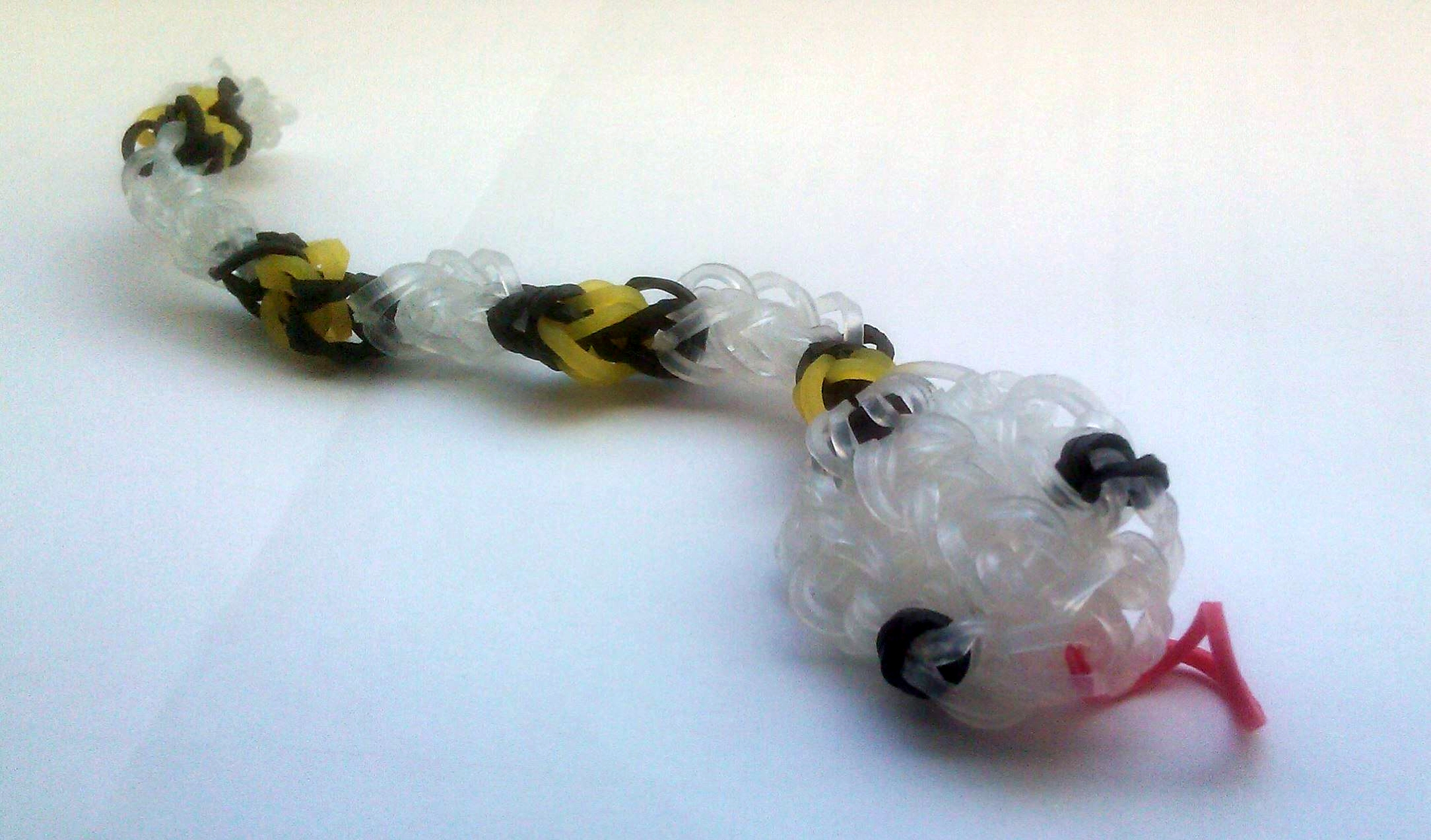
Schlange
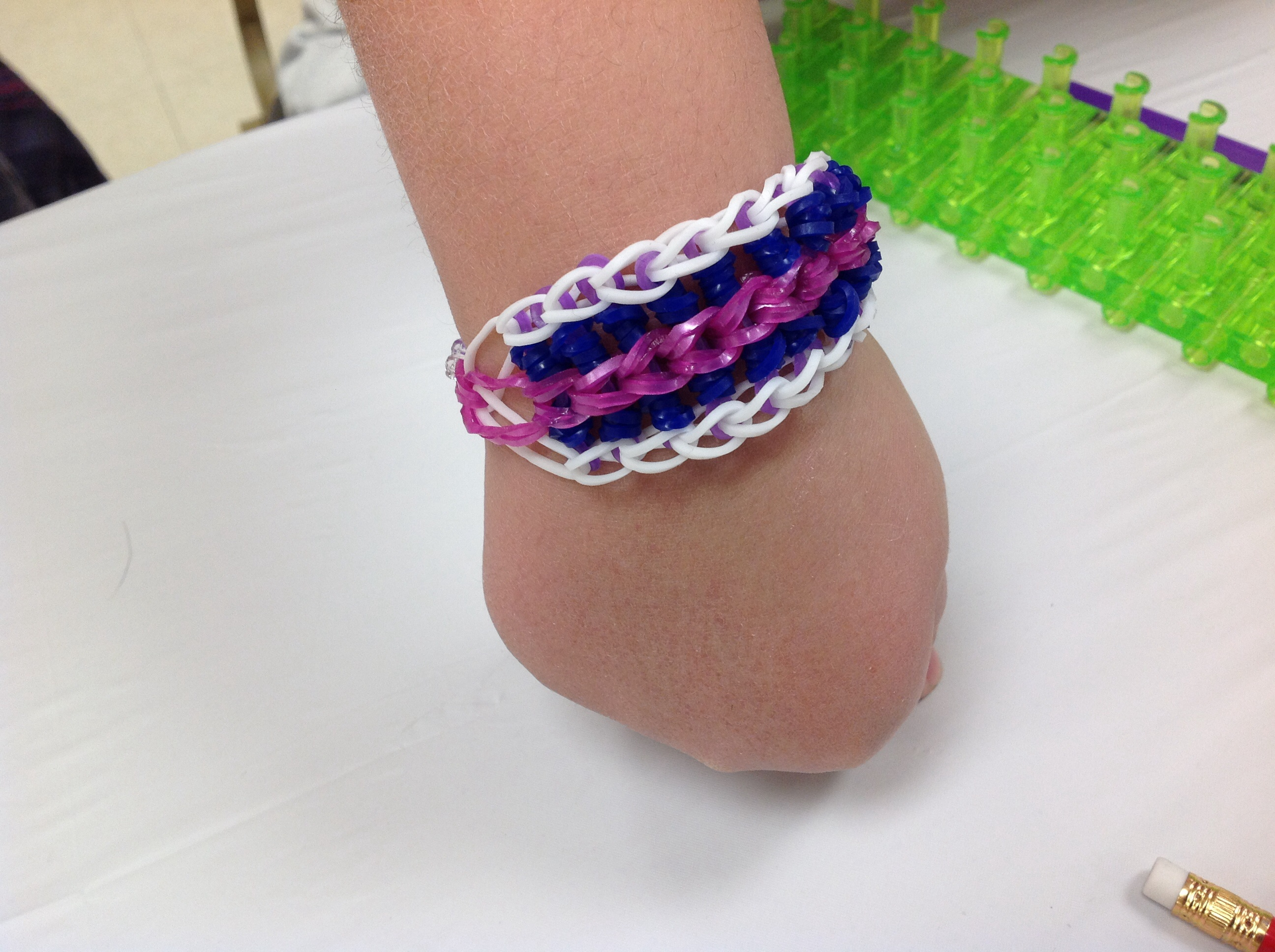
Mehrreihiges Armband
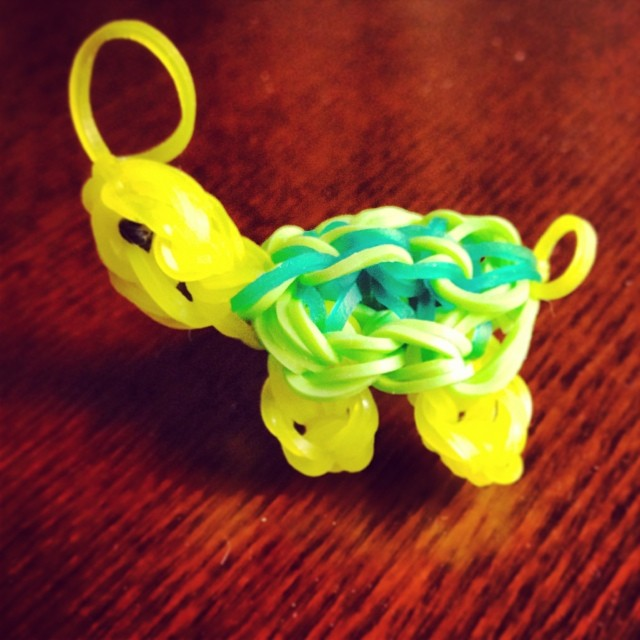
Tier
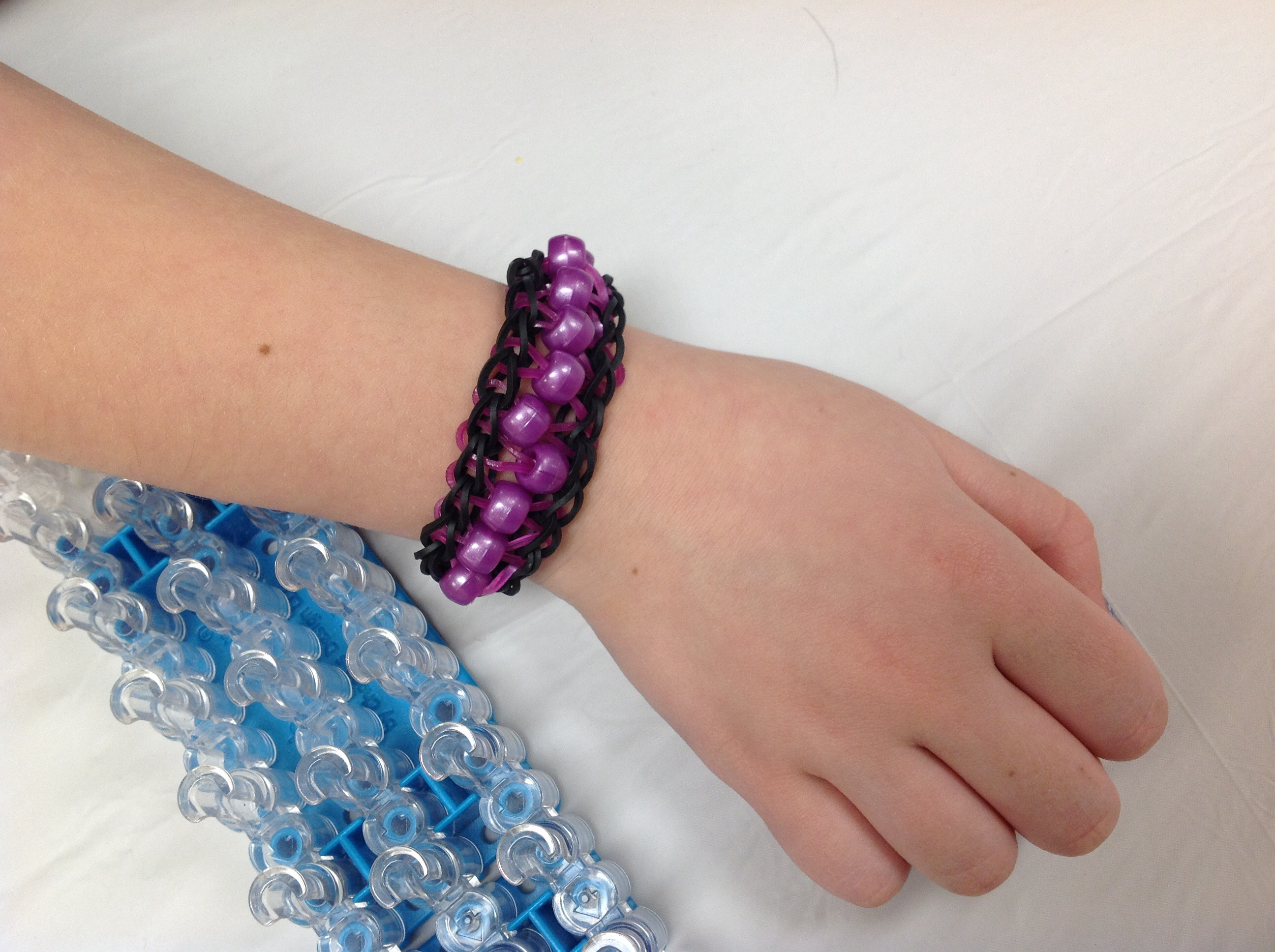
Armband
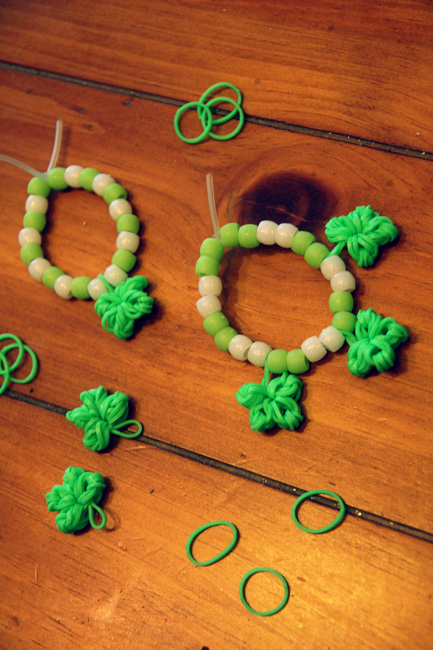
Kleeblätter